# Odyneropsis
Odyneropsis (лат.) — род земляных пчёл-кукушек из трибы Epeolini семейства Apidae.
Северная, Центральная и Южная Америка. Встречаются от Аризоны (США) до Аргентины и Бразилии.

## Описание
Крупные стройные слабоопушенные пчёлы. Длина — 9—17 мм. Форма тела и длинные крылья заставляют крупные виды сильно напоминать ос Polistes, а у некоторых видов желтоватые участки усиливают сходство. Виды Odyneropsis можно отличить по параллельным внутренним орбитам глаз, относительно крупным оцеллиям, крупной птеростигме, входящей в маргинальную ячейку, и скудным пятнам сквамиформного, прижатого опушения, характерного для большинства других Epeolini. Другие признаки, отличающие род, — срединный продольный киль наличника и псевдопигидиальная область самки на тергите T5 с базальной структурой, образованной модифицированными волосками, U-образной или яйцевидной формы. Odyneropsis близок к пчёлам рода Rhogepeolus.  У имаго отсутствуют приспособления для опыления и сбора пыльцы (нет корзиночек на ногах, модифицированных волосков на теле и т. д.). Клептопаразиты других родов пчёл, в гнёзда которых откладывают свои яйца (пчёлы-кукушки). Крупные виды Odyneropsis паразитируют на пчёлах рода Ptiloglossa, мелкие виды — на более мелких видах пчёл.

## Классификация
Известно более 10 видов. Род был выделен в 1902 году южноамериканским энтомологом польско-немецкого происхождения Куртом Шроттки (1874—1937) на основании типового вида Odyneropsis holosericea Schrottky, 1902 .
- Odyneropsis apache Griswold & Parker, 1999 (Мексика, США)[7]
- Odyneropsis apicalis Ducke, 1909[8] (Мексика, Панама, Колумбия, Тринидад и Эквадор)
- Odyneropsis armata (Friese, 1900)
  - (= Anthophora armata Friese, 1900)
  - (= Odyneropsis holosericea Schrottky, 1902)
  - (= Rhathymus armatus Friese, 1900)[9]
- Odyneropsis batesi Cockerell, 1916
- Odyneropsis brasiliensis (Friese, 1906)
- Odyneropsis chamelae Roig-Alsina, 2024 (Мексика)[2]
- Odyneropsis columbiana Schrottky, 1920
- Odyneropsis foveata (Ducke, 1907)
- Odyneropsis gertschi Michener, 1954
- Odyneropsis melancholica Schrottky, 1914
- Odyneropsis pallidipennis Moure, 1955
- Odyneropsis vespiformis (Ducke, 1907)